# 赤松秀一

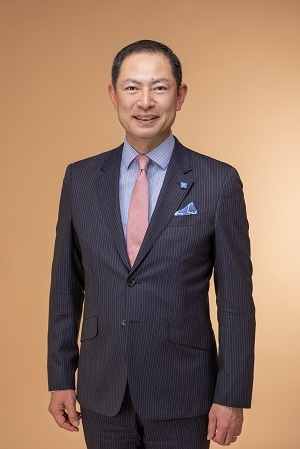
外務省より公表された公式肖像画像

赤松 秀一（あかまつ しゅういち、1963年 - ）は、日本の外交官。長野県長野市出身。2024年11月より駐パキスタン大使。

## 略歴
- 1989年　外務省入省、アジア局中国課 事務官
- 1990年　在中国日本国大使館（中国人民大学にて在外研修）
- 1992年　在米国日本国大使館（ハーバード大学大学院修士課程にて在外研修）
- 1993年　経済協力局国際機構課 課長補佐
- 1995年　条約局国際協定課 課長補佐
- 1998年　アジア局中国課 課長補佐
- 2000年　国際連合日本政府代表部 政務部 一等書記官（第六委員会（法務）担当））
- 2003年　在中国日本国大使館 政治部 参事官
- 2006年　内閣法制局第三部参事官
- 2009年　経済局経済安全保障課長
- 2011年　財務省大臣官房参事官（国際局開発政策課担当）
- 2013年　外務省経済局政策課長
- 2014年　在インドネシア日本国大使館 総括公使
- 2017年　在英国日本国大使館 経済公使
- 2019年　大臣官房政策立案参事官（中東アフリカ局アフリカ部，中東アフリカ局， 国際協力局併任）
- 2020年　経済外交担当大使（G7/G20 サブシェルパ）、大臣官房審議官（中南米局，経済局，報道・広報・文化交流担当等併任）
- 2021年9月1日　在上海日本国総領事・大使（ - 2024年8月）
- 2024年11月　パキスタン駐箚日本国特命全権大使[4]

## 同期
- 相航一（23年アメリカ特命全権公使・21年アメリカ公使）
- 赤堀毅（24年外務審議官（経済担当）・22年地球規模課題審議官）
- 安藤俊英（24年中東アフリカ局長・22年領事局長）
- 市川恵一（23年内閣官房副長官補・22年総合外交政策局長・20年北米局長）
- 岡井朝子（23年バーレーン大使・18年国連事務次長補）
- 加納雄大（23年ユネスコ大使・22年内閣府国際平和協力本部事務局長・21年南部アジア部長）
- 城内実（14年外務副大臣・03年衆議院議員）
- 齋田伸一（23年国際平和協力本部事務局長・22年アフリカ部長・20年アメリカ公使・16年エチオピア大使）
- 志水史雄（22年大臣官房長・20年中華人民共和国公使、18年アフリカ連合代表部大使）
- 曽根健孝（22年在ロサンゼルス総領事）
- 田村政美（23年外務省研修所長・20年インドネシア公使）
- 浜田隆（23年瀋陽総領事・21年内閣情報調査室内閣審議官兼国際テロ情報集約室次長）
- 中込正志（22年欧州局長・21年内閣総理大臣秘書官）
- 長岡寛介（24年チェコ大使・21年中東アフリカ局長・19年大臣官房審議官）
- 鯰博行（25年外務審議官（政務担当）・23年アジア大洋州局長・22年経済局長・21年国際法局長）
- 星野芳隆（23年エルサルバドル大使・21年スポーツ庁審議官）
- 松永健（23年トロント総領事）
- 山本恭司（19年フィリピン公使）
- 米谷光司（21年アフリカ部長・17年ジブチ大使）